# Boncé
Boncé est une commune française située dans le département d'Eure-et-Loir en région Centre-Val de Loire.

## Géographie

### Situation

Situation géographique
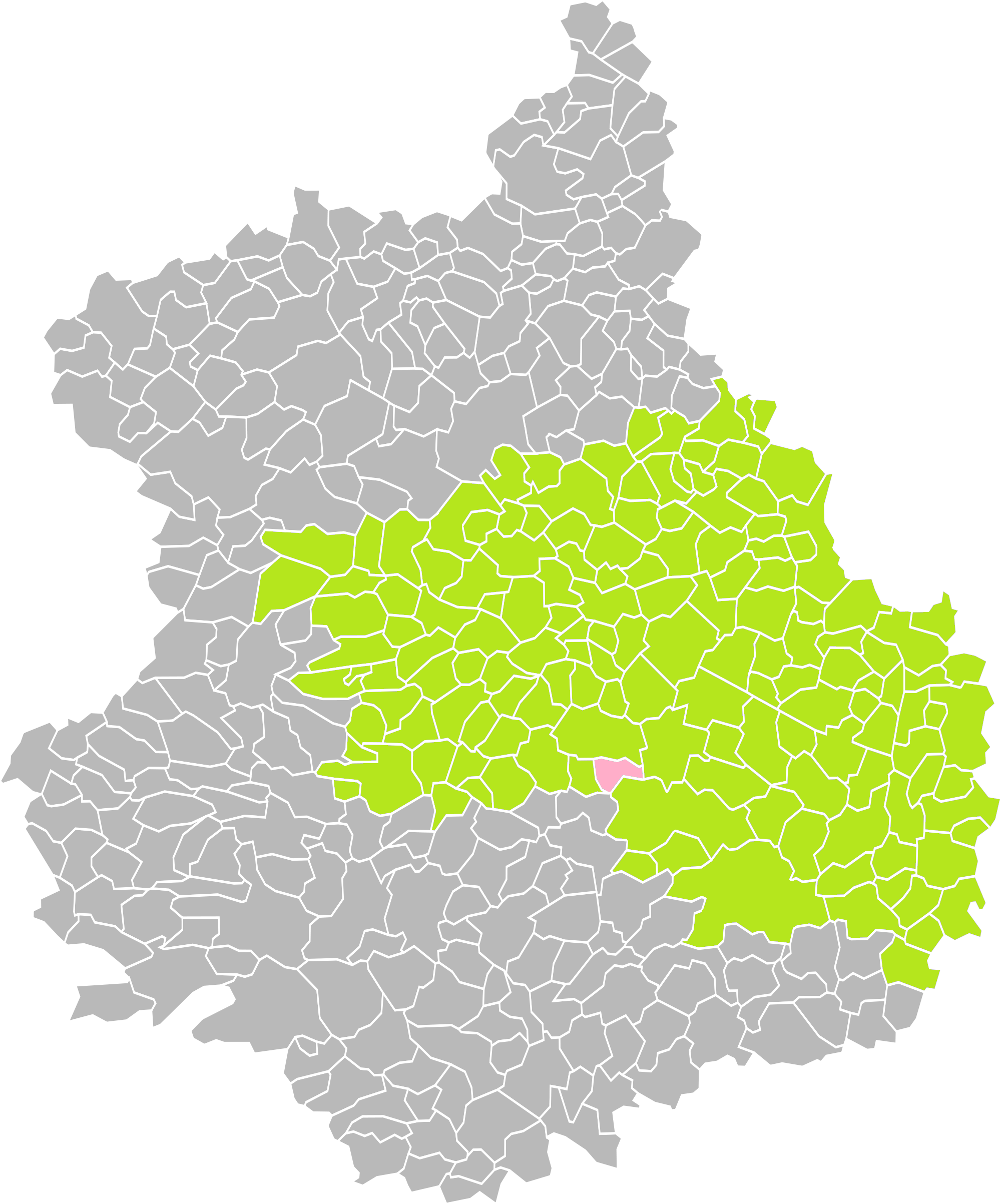
Boncé dans son arrondissement.
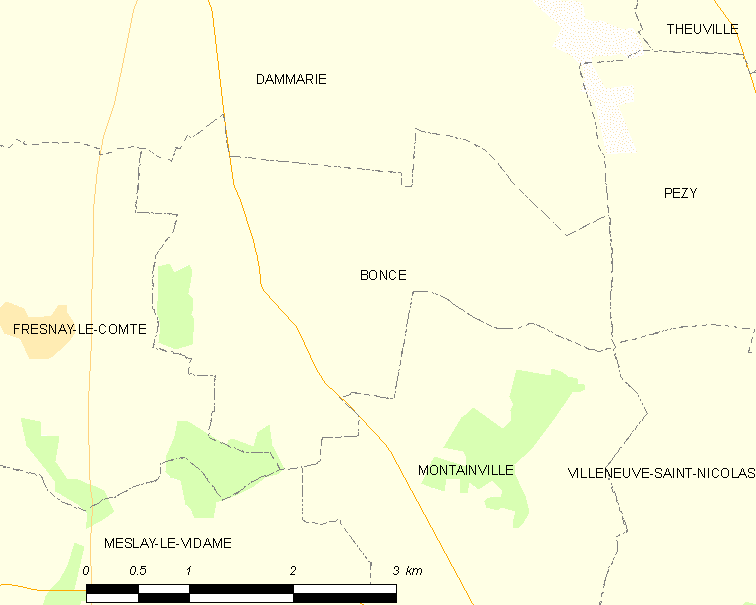
Carte de la commune de Boncé.

### Communes limitrophes
|                  | Dammarie     |                          |
| Fresnay-le-Comte | Boncé        | Pézy                     |
| Meslay-le-Vidame | Montainville | Villeneuve-Saint-Nicolas |

### Climat
Pour des articles plus généraux, voir Climat du Centre-Val de Loire et Climat d'Eure-et-Loir.
En 2010, le climat de la commune est de type climat océanique dégradé des plaines du Centre et du Nord, selon une étude du CNRS s'appuyant sur une série de données couvrant la période 1971-2000. En 2020, Météo-France publie une typologie des climats de la France métropolitaine dans laquelle la commune est exposée à un climat océanique altéré et est dans la région climatique  Sud-ouest du bassin Parisien, caractérisée par une faible pluviométrie, notamment au printemps (120 à 150 mm) et un hiver froid (3,5 °C). 
Pour la période 1971-2000, la température annuelle moyenne est de 10,4 °C, avec une amplitude thermique annuelle de 14,7 °C. Le cumul annuel moyen de précipitations est de 637 mm, avec 10,7 jours de précipitations en janvier et 7,6 jours en juillet. Pour la période 1991-2020, la température moyenne annuelle observée sur la station météorologique de Météo-France la plus proche, sur la commune de Sours à 13 km à vol d'oiseau, est de 11,6 °C et le cumul annuel moyen de précipitations est de 587,6 mm,. Pour l'avenir, les paramètres climatiques de la commune estimés pour 2050 selon différents scénarios d'émission de gaz à effet de serre sont consultables sur un site dédié publié par Météo-France en novembre 2022.

## Urbanisme

### Typologie
Au 1er janvier 2024, Boncé est catégorisée commune rurale à habitat dispersé, selon la nouvelle grille communale de densité à 7 niveaux définie par l'Insee en 2022.
Elle est située hors unité urbaine. Par ailleurs la commune fait partie de l'aire d'attraction de Chartres, dont elle est une commune de la couronne,. Cette aire, qui regroupe 117 communes, est catégorisée dans les aires de 50 000 à moins de 200 000 habitants,.

### Occupation des sols
L'occupation des sols de la commune, telle qu'elle ressort de la base de données européenne d’occupation biophysique des sols Corine Land Cover (CLC), est marquée par l'importance des territoires agricoles (96,6 % en 2018), une proportion identique à celle de 1990 (96,6 %). La répartition détaillée en 2018 est la suivante : 
terres arables (96,6 %), forêts (3,4 %). L'évolution de l’occupation des sols de la commune et de ses infrastructures peut être observée sur les différentes représentations cartographiques du territoire : la carte de Cassini (XVIIIe siècle), la carte d'état-major (1820-1866) et les cartes ou photos aériennes de l'IGN pour la période actuelle (1950 à aujourd'hui).

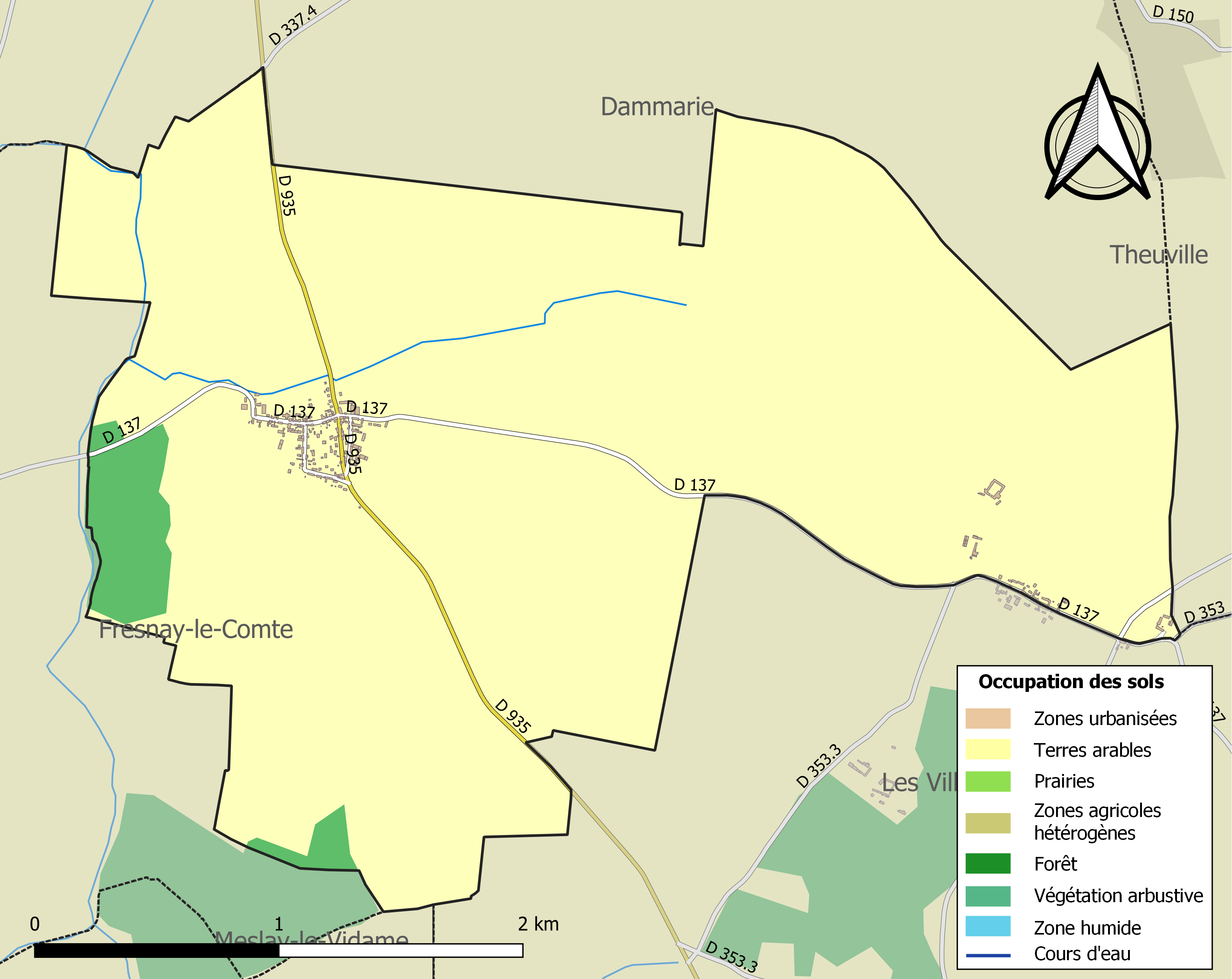
Carte des infrastructures et de l'occupation des sols de la commune en 2018 (CLC).

### Risques majeurs
Le territoire de la commune de Boncé est vulnérable à différents aléas naturels : météorologiques (tempête, orage, neige, grand froid, canicule ou sécheresse), inondations, mouvements de terrains et séisme (sismicité très faible). Il est également exposé à un risque technologique, le transport de matières dangereuses. Un site publié par le BRGM permet d'évaluer simplement et rapidement les risques d'un bien localisé soit par son adresse soit par le numéro de sa parcelle.

#### Risques naturels
Certaines parties du territoire communal sont susceptibles d’être affectées par le risque d’inondation par débordement de cours d'eau, notamment La commune a été reconnue en état de catastrophe naturelle au titre des dommages causés par les inondations et coulées de boue survenues en 1999,.

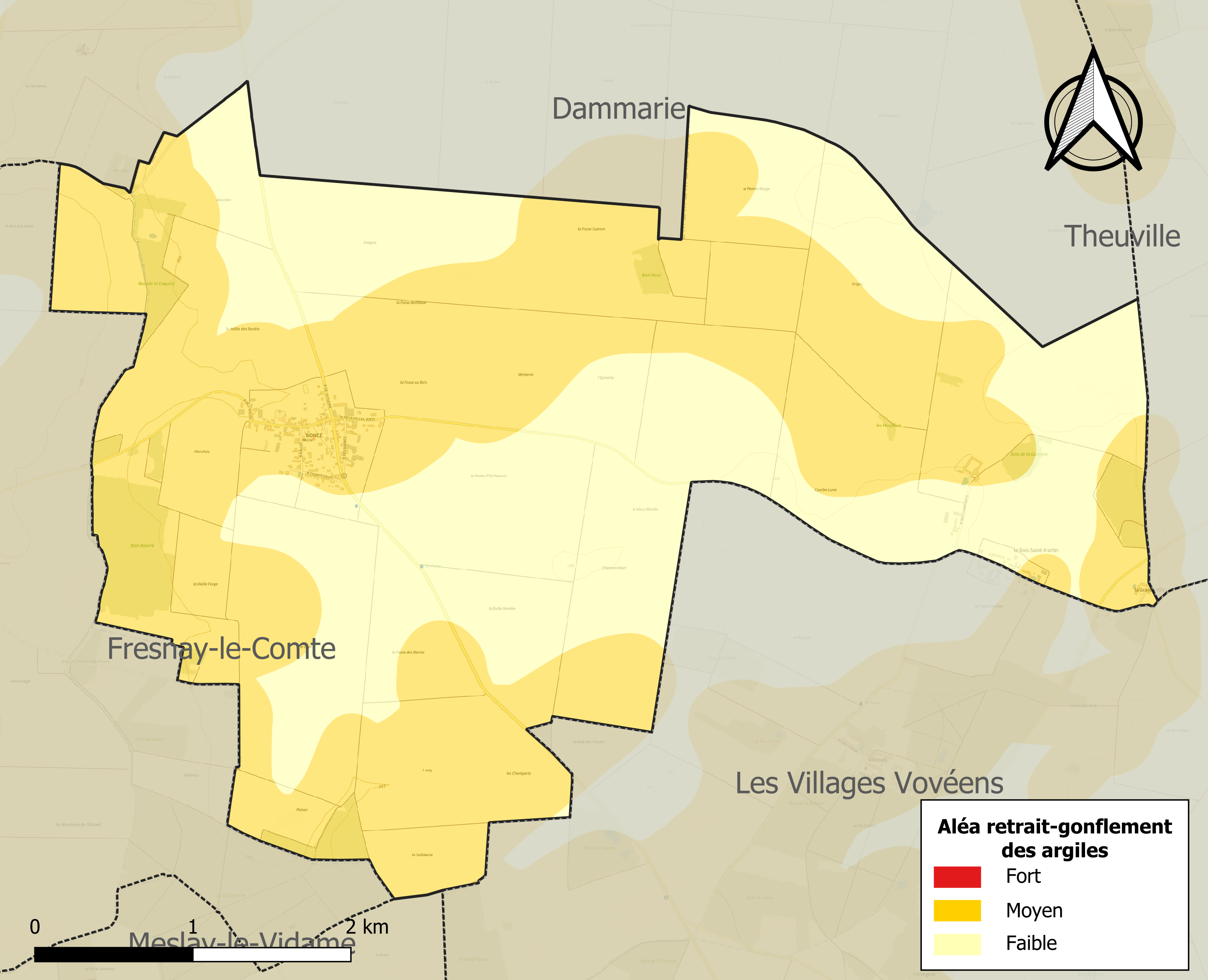
Carte des zones d'aléa retrait-gonflement des sols argileux de Boncé.

La commune est vulnérable au risque de mouvements de terrains constitué principalement du retrait-gonflement des sols argileux. Cet aléa est susceptible d'engendrer des dommages importants aux bâtiments en cas d’alternance de périodes de sécheresse et de pluie. 58,3 % de la superficie communale est en aléa moyen ou fort (52,8 % au niveau départemental et 48,5 % au niveau national). Sur les 102 bâtiments dénombrés sur la commune en 2019, 94 sont en aléa moyen ou fort, soit 92 %, à comparer aux 70 % au niveau départemental et 54 % au niveau national. Une cartographie de l'exposition du territoire national au retrait gonflement des sols argileux est disponible sur le site du BRGM,.
Concernant les mouvements de terrains, la commune a été reconnue en état de catastrophe naturelle au titre des dommages causés par la sécheresse en 1996 et par des mouvements de terrain en 1999.

#### Risques technologiques
Le risque de transport de matières dangereuses sur la commune est lié à sa traversée par des infrastructures routières ou ferroviaires importantes ou la présence d'une canalisation de transport d'hydrocarbures. Un accident se produisant sur de telles infrastructures est en effet susceptible d’avoir des effets graves au bâti ou aux personnes jusqu’à 350 m, selon la nature du matériau transporté. Des dispositions d’urbanisme peuvent être préconisées en conséquence.

## Toponymie
Le nom de la localité est attesté sous les formes Bonce vers 1130, Bonceium en 1159.

## Politique et administration

### Liste des maires
| Période                                  | Période   | Identité           | Étiquette | Qualité                              |
| ---------------------------------------- | --------- | ------------------ | --------- | ------------------------------------ |
| Les données manquantes sont à compléter. |           |                    |           |                                      |
| Mars 2001                                | Mars 2014 | Bernard Fauconnier |           |                                      |
| mars 2014                                | En cours  | Hervé Hardouin,    |           | Agriculteur sur moyenne exploitation |

## Population et société

### Démographie
L'évolution du nombre d'habitants est connue à travers les recensements de la population effectués dans la commune depuis 1793. Pour les communes de moins de 10 000 habitants, une enquête de recensement portant sur toute la population est réalisée tous les cinq ans, les populations de référence des années intermédiaires étant quant à elles estimées par interpolation ou extrapolation. Pour la commune, le premier recensement exhaustif entrant dans le cadre du nouveau dispositif a été réalisé en 2007.

En 2022, la commune comptait 223 habitants, en évolution de −8,61 % par rapport à 2016 (Eure-et-Loir : −0,23 %, France hors Mayotte : +2,11 %).
| 1793 | 1800 | 1806 | 1821 | 1831 | 1836 | 1841 | 1846 | 1851 |
| ---- | ---- | ---- | ---- | ---- | ---- | ---- | ---- | ---- |
| 160  | 197  | 205  | 252  | 302  | 296  | 299  | 307  | 308  |

| 1856 | 1861 | 1866 | 1872 | 1876 | 1881 | 1886 | 1891 | 1896 |
| ---- | ---- | ---- | ---- | ---- | ---- | ---- | ---- | ---- |
| 304  | 314  | 288  | 287  | 301  | 310  | 301  | 321  | 306  |

| 1901 | 1906 | 1911 | 1921 | 1926 | 1931 | 1936 | 1946 | 1954 |
| ---- | ---- | ---- | ---- | ---- | ---- | ---- | ---- | ---- |
| 293  | 278  | 269  | 231  | 239  | 237  | 221  | 203  | 213  |

| 1962 | 1968 | 1975 | 1982 | 1990 | 1999 | 2006 | 2007 | 2012 |
| ---- | ---- | ---- | ---- | ---- | ---- | ---- | ---- | ---- |
| 183  | 164  | 157  | 178  | 197  | 193  | 223  | 227  | 244  |

| 2017 | 2022 | - | - | - | - | - | - | - |
| ---- | ---- | - | - | - | - | - | - | - |
| 245  | 223  | - | - | - | - | - | - | - |

## Culture locale et patrimoine

### Lieux et monuments

#### Église Saint-Sulpice

##### Cloche
27 mai 1757 : fonte d'une cloche et voitures, 52 livres 10 sols.
Inscription qui était sur la cloche cassée et qui a été refondue le mercredi 27 mai 1757 à Neuvy, avec une de Neuvy, une de Sours et une de Saint-Martin-du-Péan :
« HIS M. J. LIGER, P. ET C, M. LOUP DE COSNE, M. F. HÉBERT, P. V., C. DOUIN, N. ROIAL ET P., M. PRÉAU, J. DAUGEART, GAGERS, 1620. M. F. F. M'A FAICT. »
Il y avoit les armes qui sont aux deux coins de l'église et en plusieurs endroits de la maison du Bois-Saint-Martin. Elles étoient entières sur la cloche, et encore jointes à d'autres, qui me paraissent être les mêmes que celles qui sont sur une pierre qui forme la marche d'en haut du
sanctuaire, en entrant à droite.
L'inscription de celle d'à présent est :
« L'AN 1757, J'AY ÉTÉ BÉNIE PAR ME FRANÇOIS MORIZET, CURÉ DE CÉANS. P. Mre P. GABRIEL BENOIST-DUMAS, Sgr DE VILQUOY, BONÇAY, ETC. M. MARIE ÉLIZABETH BENOIST-DUMAS. JACQUES MAUPU ET P. FR. DOURDAN, GAGERS. »
Elle a esté béniste le 9 octobre 1757 (Archives de la Commune-GG 3).
Cette cloche en bronze est classée monument historique à titre d'objet par arrêté du 2 juin 1943.

##### Vitraux
L'église Saint-Sulpice réunit 3 baies ornées par les vitraux des ateliers Lorin de Chartres :
- le chevet plat de l'église est éclairé par une triple verrière signée Lorin représentant, de gauche à  droite : Apparition de Notre-Seigneur, Notre-Seigneur à Béthanie, Résurrection de Lazare ;
- deux verrières signées Charles Lorin sont présentes dans le bras sud du transept : l'une, datée 1927, représente la commémoration du millénaire de l'année 927, l'autre est dédiée à Marie.

L'église Saint-Sulpice
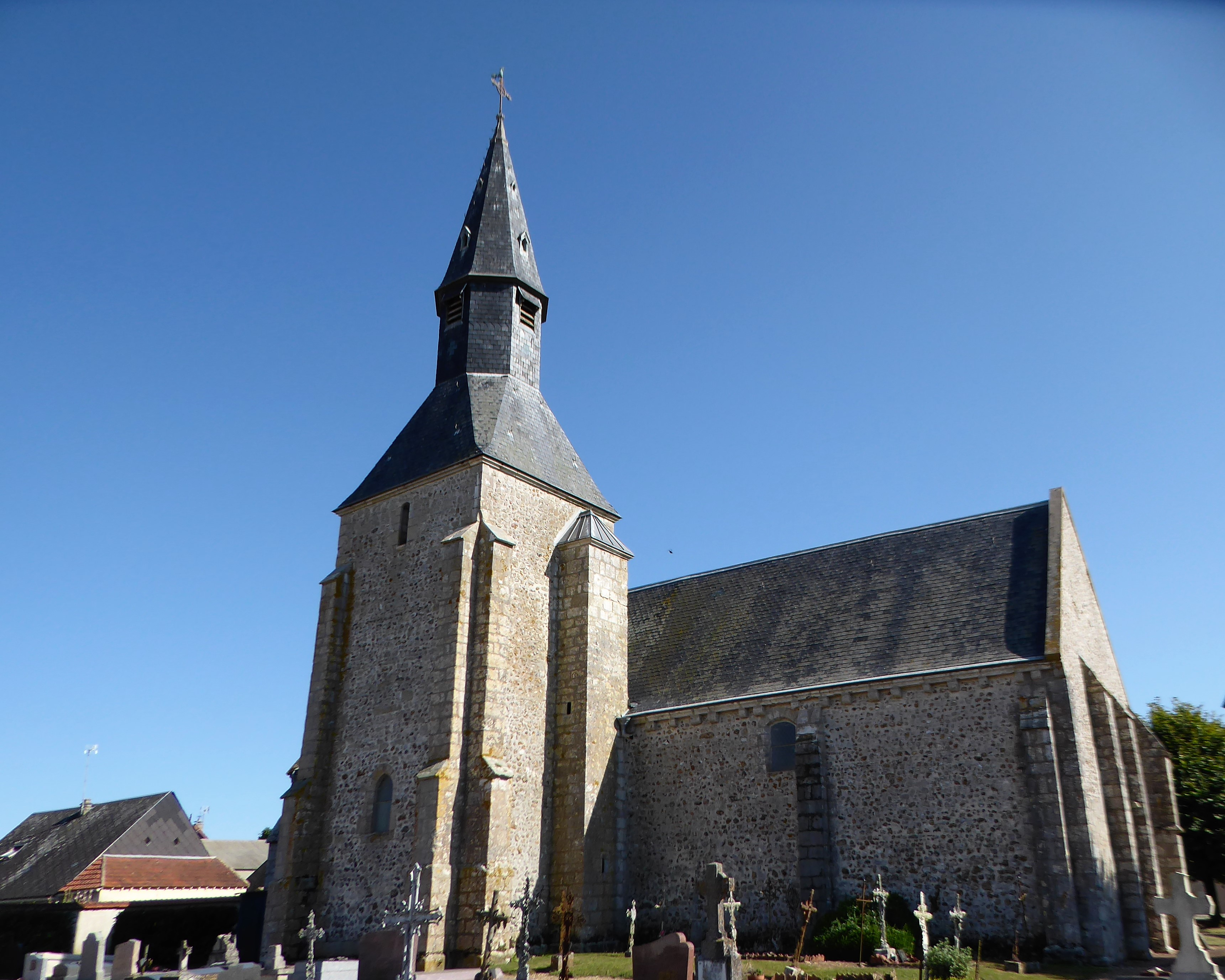
La tour-clocher en façade nord.
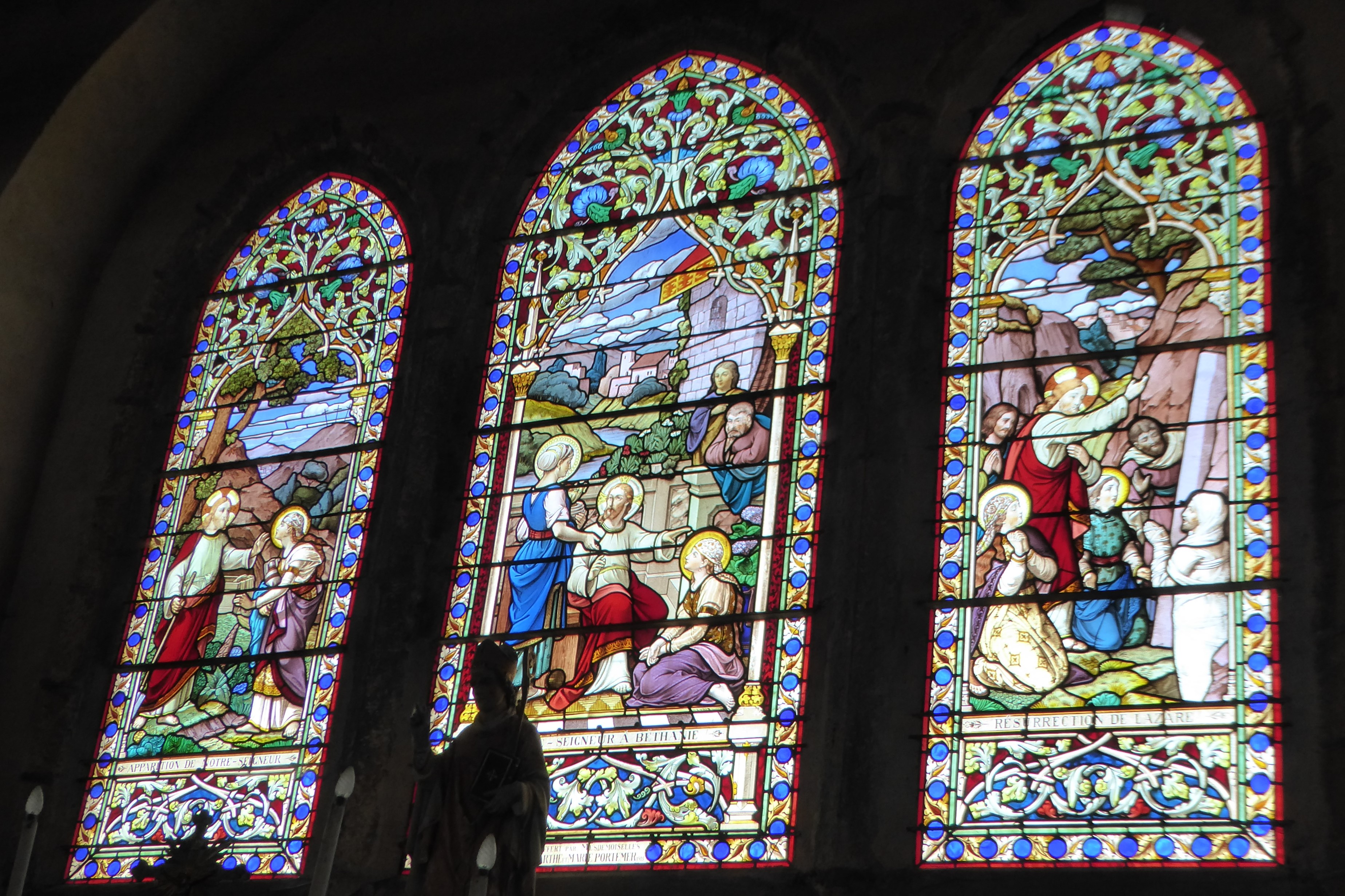
Verrière du chevet.
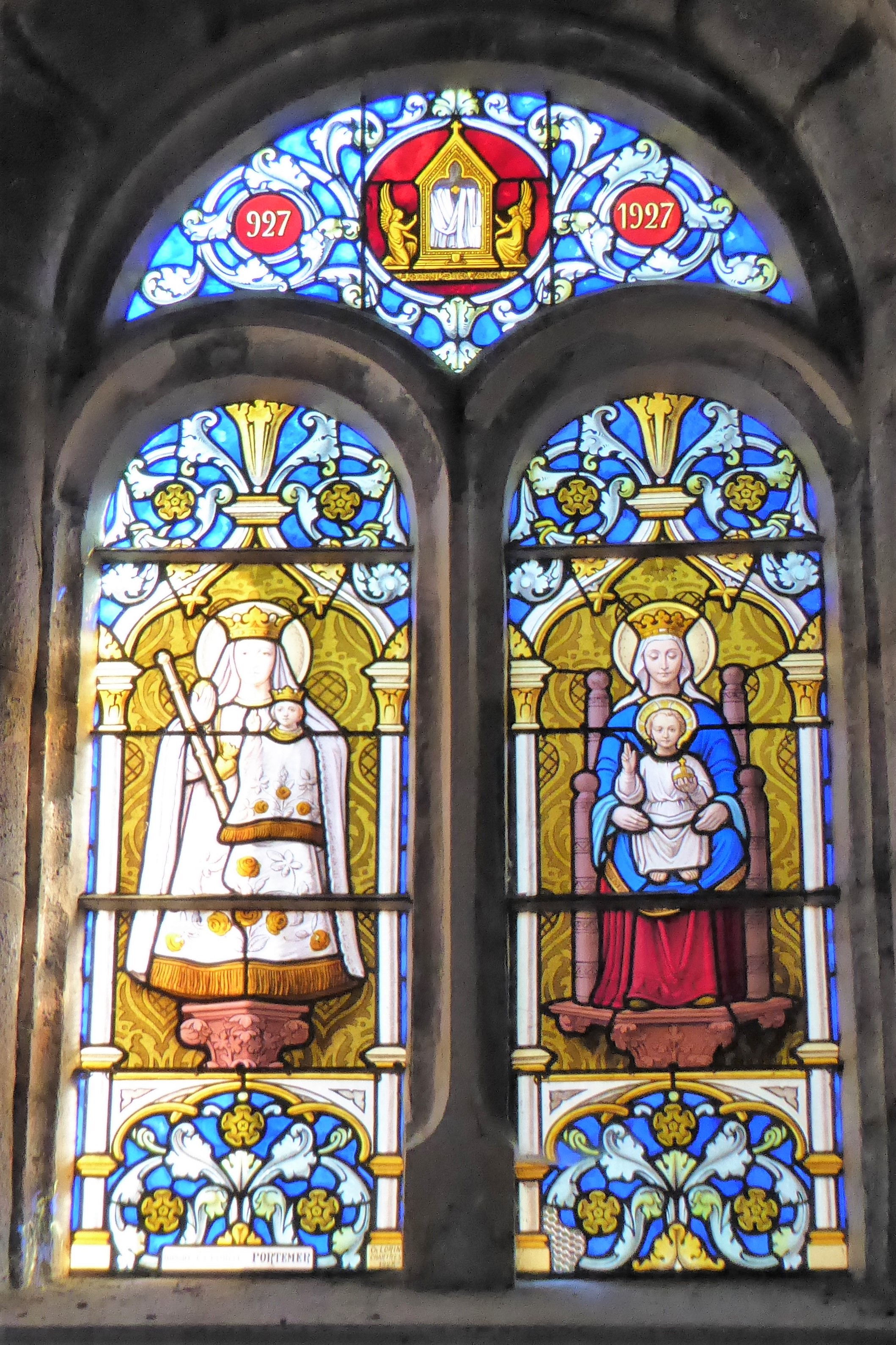
927 - 1927.
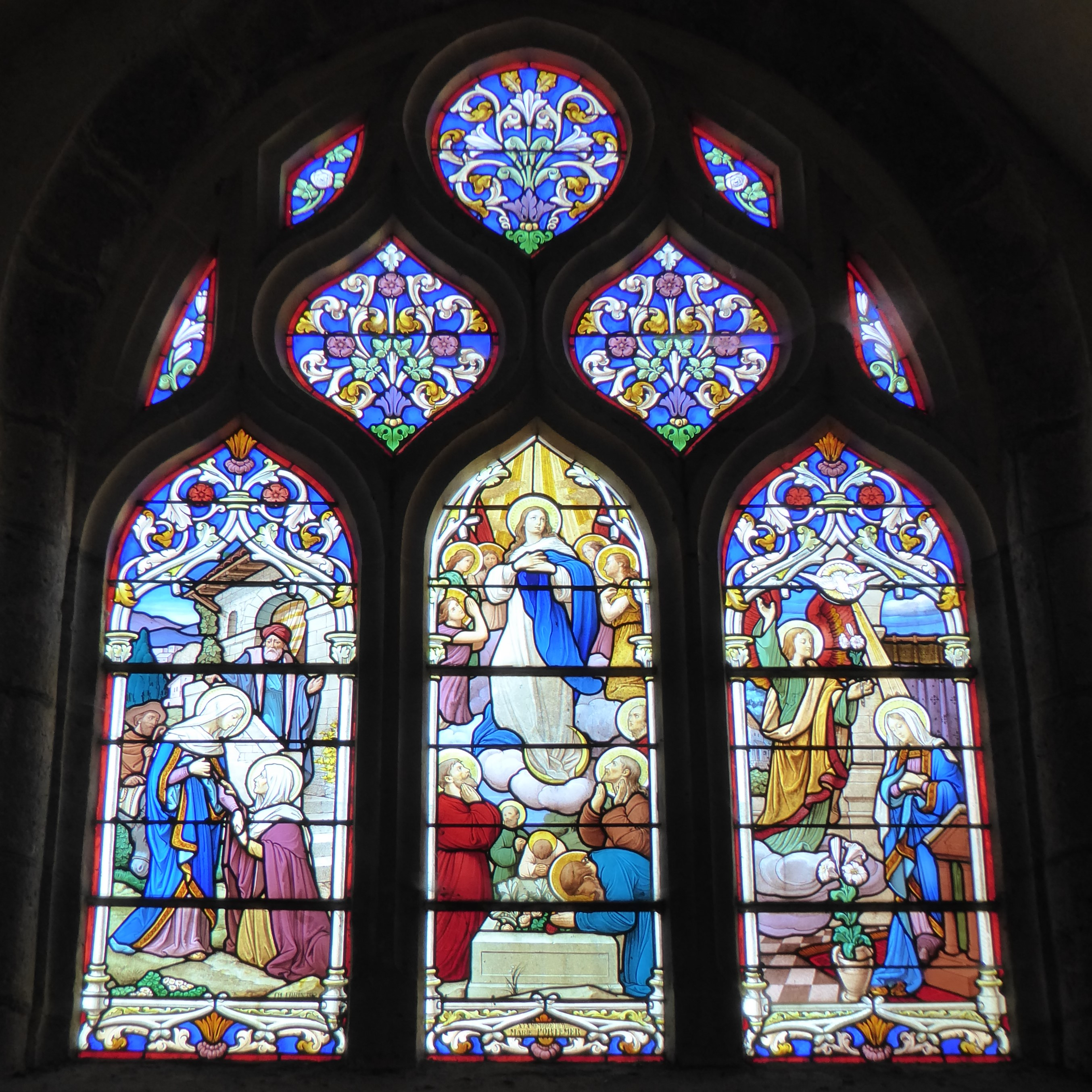
Vitrail offert à Marie.